# Wolfram Schultz
Wolfram Schultz es profesor de neurociencia en la Universidad de Cambridge. Es conocido fundamentalmente por su descubrimiento de la señal neurofisiológica de recompensa de la dopamina.  
Schultz obtuvo el título de Medicina en la Universidad de Heidelberg en 1972 y el doctorado de Fisiología en la Universidad de Friburgo, Suiza.   Realizó tres estancias de investigación postdoctoral: con el neurofisiólogo Otto Creutzfeld en el Instituto Max-Planck de Química Biofísica en Gotinga, Alemania, el neurofisiólogo John C. Eccles en la Universidad Estatal de Nueva York en Buffalo, EE. UU., y el neurohistólogo y neuropsicofarmacéutico Urban Ungerstedt en el Instituto Karolinska en Estocolmo.  Schultz trabajó en la Universidad de Friburgo de 1977 a 2001 y luego se trasladó a la Universidad de Cambridge en 2001, donde es profesor de Neurociencia (y ha sido investigador principal de Wellcome de 2001 a 2023).  
Durante los años 1980s y 1990s, Schultz llevó a cabo experimentos con monos macacos y descubrió que las neuronas de dopamina de sus ganglios basales aumentaban su actividad después de recibir una recompensa.  Esto condujo al descubrimiento por el que es más conocido: las neuronas de dopamina señalan errores en la predicción de recompensa (es decir, la diferencia entre la recompensa que un animal espera y la recompensa que realmente recibe).  Posteriormente continuó su investigación en el campo de la neuroeconomía de la recompensa y la toma de decisiones, utilizando conceptos de la teoría de la elección económica al tiempo que estudiaba la actividad de las neuronas dopaminérgicas, la corteza orbitofrontal, el cuerpo estriado y la amígdala.

## Honores y premios
Ganó el premio Golden Brain en 2002, el premio Brain en 2017, el premio Gruber en neurociencia en 2018, el premio Karl Spencer Lashley en 2019 y tiene un índice h de 101.  
Es miembro de la Royal Society, miembro de la Academia Europaea y expresidente de la Sociedad Europea del Cerebro y la Conducta. 
- Schultz W, Dayan P, Montague PR (1997). «A neural substrate of prediction and reward.». Science 275: 1593-1599. PMID 9054347. doi:10.1126/science.275.5306.1593.
- Schultz W (1998). «Predictive reward signal of dopamine neurons.». J Neurophysiol 80: 1-27. PMID 9658025. doi:10.1152/jn.1998.80.1.1.
- Schultz W (2002). «Getting formal with dopamine and reward.». Neuron 36: 241-263. PMID 12383780. doi:10.1016/s0896-6273(02)00967-4.
- Schultz W (2015). «Neuronal reward and decision signals: from theories to data.». PhysiolRev 95: 853-951. PMC 4491543. PMID 26109341. doi:10.1152/physrev.00023.2014.